# Pablo Chacón
Pablo Chacón (ur. 22 maja 1975 w Las Heras) – argentyński bokser kategorii piórkowej, medalista olimpijski.

## Kariera
Brązowy medalista Igrzysk Olimpijskich w Atlancie 1996 roku, w kategorii piórkowej. W półfinale został pokonany przez  Somlucka Kamsinga. Po zdobyciu medalu przeszedł na zawodowstwo. W karierze zawodowej stoczył 61 pojedynków. Jego bilans to 54 wygrane (37 przez nokaut) i 7 przegranych.